# 徳丸完
徳丸 完（とくまる かん、1941年5月26日 - 2011年3月6日）は、日本の声優、俳優。アーツビジョン所属。静岡県出身。

## 経歴
子供の頃から舞台に上がることが好きで、役者を志す。
劇団ぶどうの会、劇団変身、劇団新劇場などで舞台経験を積む。
その後、江崎プロダクション、オフィス央を経て、最後はアーツビジョンに所属していた。
日本ナレーション演技研究所で講師も務めており、その頃の教え子に鳥海浩輔や斎藤千和などがいる。
2011年3月6日、病により逝去。69歳没。病名などは公表されておらず詳細は不明。

## 人物・特色
声種はバリトン。方言は伊豆弁。
渋く味わいある演技と温かみのある声に定評があり、多数のアニメや外画の吹き替えに出演していた。男性的で迫力のある役から主人公の父親役が多かった。
1981年に公開された劇場版『機動戦士ガンダムII 哀・戦士編』では黒い三連星・ガイアを演じており、その後に発売されるゲーム作品でも、ほとんどの作品でガイアを演じた。
『宇宙海賊キャプテンハーロック』では休養した井上真樹夫に代わって第9話と第10話の2回のみハーロックの代役を務めた。
1981年時点で最も気に入っている役は『新・巨人の星』の王貞治であり、「俳優、声優になっていなかったら野球選手になりたかった」と語っていた。
趣味・特技はゴルフ、テニス。資格は普通自動車免許。

## 後任
徳丸の死後、持ち役を引き継いだのは以下の通り。ただし、「アイドルマスターシリーズ」で演じていた高木順一朗役は代役が立てられず、徳丸没後の作品では同じ立ち位置の別キャラクターとして、大塚芳忠が演じる高木順二朗が登場している。一部の書籍媒体など、声がないメディアでは順一朗が登場することもある。
| 後任     | 役名                   | 概要作品                          | 後任の初担当作品                |
| -------- | ---------------------- | --------------------------------- | ------------------------------- |
| 小形満   | 安藤夏之丞             | 『忍たま乱太郎』                  | 第18期第83話                    |
| 浦山迅   | 真毛野押美             | 『忍たま乱太郎』                  | 第19期第78話                    |
| 遠藤純一 | 真毛野押美             | 『忍たま乱太郎』                  | 第24期第33話                    |
| 乃村健次 | ククルス・ドアン       | 『機動戦士ガンダム』              | 『機動戦士ガンダム オンライン』 |
| 青山穣   | ティノ                 | 『ダーティハリー2』(テレビ朝日版) | WOWOW放映時の追加吹き替え       |
| 山橋正臣 | ハーヴェイ・ジョンソン | 『ダイ・ハード』テレビ朝日版      | スターチャンネル追加録音        |

## 出演
太字はメインキャラクター。

### テレビドラマ
- 東京警備指令 ザ・ガードマン（1965年、TBS）
- あゝ同期の桜 第16話「鷲と鷹」（1967年、NET）
- 七人の刑事（TBS）
- うわさの二人（1988年）
- 坂本龍馬（1989年、TBS）
- 花王名人劇場 裸の大将 第31話「下駄の鳴る丘」（1989年、KTV / 東阪企画） - 方言指導

### テレビアニメ
1970年
- あしたのジョー（1970年 - 1971年）
- いなかっぺ大将

1971年
- ゴルゴ13
- 天才バカボン

1972年
- 樫の木モック（カラス）

1973年
- 赤胴鈴之助
- 空手バカ一代
- けろっこデメタン（カエル）

1974年
- ど根性ガエル
- 破裏拳ポリマー（デレット警部）
- ゼロテスター

1975年
- 宇宙の騎士テッカマン（所員、ペガス、大統領、管制員、隊長、クリング局長 他）
- はじめ人間ギャートルズ
- UFOロボ グレンダイザー（ダギル隊長）

1976年
- 大空魔竜ガイキング（1976年 - 1977年、ファンリー）
- ろぼっ子ビートン（お父さん）

1977年
- アローエンブレム グランプリの鷹（ニック・ラムダ）
- ジェッターマルス（ジャムボンド）
- 超合体魔術ロボ ギンガイザー（将軍ガバーラ、北野〈父〉、老人、番人B、係員A）
- ブロッカー軍団IVマシーンブラスター（青山）

1978年
- 宇宙海賊キャプテンハーロック（ハーロック〈代役〉）
- 新・巨人の星（1978年 - 1979年、王貞治） - 2シリーズ
- 銀河鉄道999（1978年 - 1979年、クロック、ホッパーA）
- 女王陛下のプティアンジェ（父）
- 100万年地球の旅 バンダーブック
- 無敵鋼人ダイターン3（1978年 - 1979年、ダムデス、タップ）
- ルパン三世 (TV第2シリーズ)（1978年 - 1979年）

1979年
- 赤い鳥のこころ
- 宇宙空母ブルーノア（三好勝彦）
- 科学冒険隊タンサー5（アメンホテブ王）
- 機動戦士ガンダム（1979年 - 1980年、ドアン、モスク）
- サイボーグ009（1979年版）（ジャッカ、キリー博士）

1980年
- あしたのジョー2
- 怪物くん（ドタマカチン、アイスマン）
- 鉄人28号（ボス）
- ベルサイユのばら
- 魔法少女ララベル

1981年
- 戦国魔神ゴーショーグン（監督）
- 太陽の牙ダグラム（グラッシン）
- 釣りキチ三平（メカ政）
- ワンワン三銃士（1981年 - 1982年、ルイ13世）

1982年
- 銀河旋風ブライガー（バルタザール）
- 銀河烈風バクシンガー（ドン・コンドール / ディーゴ・近藤、オープニングナレーション）
- スペースコブラ（1982年 - 1983年、オーナー 他）
- 新みつばちマーヤの冒険（トンボ）
- 魔境伝説アクロバンチ（ガルモ）
- 六神合体ゴッドマーズ（ハーレ、ゲレル、ガンコウ 他）

1983年
- アルプス物語 わたしのアンネット（ニコラス先生）
- 銀河疾風サスライガー（オーガン警部）
- 特装機兵ドルバック（ゲーリー）
- パーマン TV2作目（パパ 他）
- みゆき（カオルの父）

1984年
- 機甲界ガリアン（将校A）
- キャプテン翼（古尾谷）
- 装甲騎兵ボトムズ（艦長、レイパード）
- 大自然の魔獣バギ（役人B）
- ふしぎなコアラブリンキー（隊員）

1985年
- 三国志（甘寧）
- 超獣機神ダンクーガ（グランバイター、加山誠二）
- 六三四の剣（夏木栄一郎）
- ルパン三世 PARTIII

1986年
- 蒼き流星SPTレイズナー（ドクター・ニゾン）
- おねがい!サミアどん
- 青春アニメ全集（「怪談」客、「学生時代」義兄）
- プロゴルファー猿（安古）
- 北斗の拳（ヒルカ）

1987年
- 機甲戦記ドラグナー（ゲドマン）
- ゲゲゲの鬼太郎（第3作）（本部長）
- マンガ日本経済入門（エイケンズ）

1988年
- いきなりダゴン（大統領）
- 宇宙伝説ユリシーズ31（ゼウス）
- シティーハンター2（松ノ内、大利根）
- 闘将!!拉麵男（イーハン、黄鶯）
- トランスフォーマー 超神マスターフォース（ジェルマン）
- ビックリマン（始祖ジュラ、聖結天流）

1989年
- 悪魔くん（アイン）
- 美味しんぼ（1989年 - 1993年、マックス、楊建明、客C、議員A） - 1シリーズ + 特別編
- 新ビックリマン（1989年 - 1990年、パ巳ロ）
- ミスター味っ子（大石老師）

1990年
- おぼっちゃまくん
- 魔法使いサリー（老魔人）
- YAWARA!（韓国関係者、荒川）
- 笑ゥせぇるすまん（1990年 - 1992年、加古忍、毛栗入造）

1991年
- 機甲警察メタルジャック（政治家、大佐）
- 緊急発進セイバーキッズ
- ゲッターロボ號（艦長、国連平和軍長官）
- 太陽の勇者ファイバード（たすく、楠ヶ原泉乃介）
- ハイスクールミステリー学園七不思議（管理人）
- 横山光輝 三国志（1991年 - 1992年、袁術）

1992年
- スペースオズの冒険（グイド王）
- 21エモン（演出家）
- 超電動ロボ 鉄人28号FX（バットラー）
- ファンタジーアドベンチャー 長靴をはいた猫の冒険（オルテガ）

1993年
- 海がきこえる（川村）
- GS美神（館長）
- スラムダンク（唐沢一雄）
- 忍たま乱太郎（1993年 - 2011年、安藤夏之丞〈初代〉、真毛野押美〈初代〉、木野小次郎竹高〈代役〉、楽秀勝）
- 勇者特急マイトガイン（ジャスティス大統領）

1994年
- 機動武闘伝Gガンダム（ゴンザレス）
- 七つの海のティコ（マルセリーニ）

1995年
- 鬼神童子ZENKI（金剛竜）
- バーチャファイター（クライブ）
- ロミオの青い空（バレージ）

1996年
- ゲゲゲの鬼太郎（第4作）（1996年 - 1997年、大黒、ふくろさげ）
- 地獄先生ぬ〜べ〜（ガマグチ）
- はじめ人間ゴン
- 名探偵コナン（1996年 - 2009年、探偵、森達夫、ニセ刑事A、梅谷四郎、片岡半四郎、金丸研三、諸口益貴、小早川繁俊、我妻留造）

1997年
- 剣風伝奇ベルセルク（ヘビ男爵）

1998年
- DTエイトロン（局長）

1999年
- 週刊ストーリーランド（主人）

2000年
- ドラえもん（町内会長）

2001年
- PROJECT ARMS（コウ・カルナギ）
- 魔法戦士リウイ（ダーダネル）

2002年
- 藍より青し（花菱家当主）
- 十二国記（峯王仲韃）

2003年
- WOLF'S RAIN（奪還隊隊長）
- ブラック・ジャック2時間スペシャル 〜命をめぐる4つの奇跡〜（ニクラ）
- プラネテス（管制課課長）

2004年
- お伽草子（安倍晴明）
- ふたりはプリキュア（木俣の祖父）

2006年
- コードギアス 反逆のルルーシュ（貴族）

### 劇場アニメ
1981年
- 機動戦士ガンダムII 哀・戦士編（ガイア）

1982年
- 伝説巨神イデオン 接触篇・発動篇（コルボック、ロウ・ロウル）
- FUTURE WAR 198X年

1983年
- ドキュメント 太陽の牙ダグラム（グラッシン）
- プロ野球を10倍楽しく見る方法（コバ）

1984年
- プロ野球を10倍楽しく見る方法 PART2（コバ）

1985年
- キャプテン翼 危うし! 全日本Jr.（古尾谷）
- 吸血鬼ハンターD（ダントン）
- 戦国魔神ゴーショーグン 時の異邦人（警官A）

1986年
- ウインダリア（ハロール）
- キャプテン翼 明日に向って走れ!（古尾谷）

1988年
- 銀河英雄伝説 わが征くは星の大海（パエッタ）
- ビックリマン 第一次聖魔大戦（始祖ジュラ）

1993年
- 銀河英雄伝説 新たなる戦いの序曲（パエッタ）

2000年
- クレヨンしんちゃん 嵐を呼ぶジャングル（キャプテン）

2002年
- 千年女優（銀映専務）

### OVA
1986年
- 蒼き流星SPTレイズナー ACT2 ル・カイン1999（ニゾン）
- 装甲騎兵ボトムズ ビッグバトル（ジェル）
- 那由他（お父さん）
- バビ・ストック II ザ・リベンジ・オブ アイズマン 愛の鼓動の彼方に（ムーマの父）

1987年
- 禁断の黙示録 クリスタル・トライアングル（吉岡）
- スペース・ファンタジア 2001夜物語（ミラー）
- 超獣機神ダンクーガ GOD BLESS DANCOUGA（式部雅男）
- 火の鳥 ヤマト編

1988年
- 学園便利屋シリーズ アンティークハート（担任）
- 銀河英雄伝説（パエッタ）
- ドキドキ学園 決戦!!妖奇大魔城（妖奇大魔帝）

1989年
- かいけつゾロリ
- 魔獣戦線

1990年
- フリテンくん（強引社長）
- ミノタウロスの皿（ミノアの父）

1991年
- あげまんと福ちん（白神銀二）
- いしいひさいちの大政界（白波正生）
- おざなりダンジョン 風の塔（ガゼル）
- 創竜伝（高林健吾）
- 帝都物語（西村真琴）
- 魔宮戦場2（ディキンソン）

1992年
- 永遠のフィレーナ（黒い鎧）
- 時元戦国史 黒の獅士 陣内篇（三太夫）
- ドン 極道水滸伝 怒濤編（金田）
- なんぼのもんじゃい! ヤンキー愚連隊

1993年
- 紺碧の艦隊（ヘンリー・ルーズベルト）

1994年
- マクロスプラス

1995年
- 沈黙の艦隊（デビット・ライアン）

2001年
- Z.O.E 2167 IDOLO（エドガー）

### ゲーム
2012年以降の出演作品は、生前の収録音声を使用したライブラリ出演。
1990年
- ギャラクシアン3（艦長）

1991年
- エフェラ アンド ジリオラ ジ・エンブレム フロム ダークネス（セディーク王）

1993年
- ソードマスター（バルガス）

1994年
- ヴァンパイア The Night Warriors（ビクトル、ビシャモン、アナカリス、サスカッチ、ナレーション）

1995年
- ヴァンパイア ハンター Darkstalkers' Revenge（ビクトル、ビシャモン、アナカリス、サスカッチ）
- カルネージハート（ルイス・エドワーズ）
- クイズ殿様の野望2（ナレーション）
- 紺碧の艦隊（ルーズベルト）
- 真怨霊戦記（満照人、田代康市）

1996年
- 機動戦士ガンダム ver.2.0（ガイア）
- 新スーパーロボット大戦（ファン・リー、ダンケル博士、ド・ズール）

1997年
- ヴァンパイア セイヴァー The Lord of Vampire（アナカリス、ビクトル、サスカッチ、ビシャモン、朧ビシャモン、ナレーション、ジョン＆アーサー、Mr.K）
- ヴァンパイア セイヴァー2 The Lord of Vampire（ビクトル、ビシャモン、アナカリス）
- ヴァンパイア ハンター2 Darkstalkers' Revenge（ビクトル、ビシャモン、アナカリス、サスカッチ）
- スカルファング 〜空牙外伝〜（艦長）
- ストリートファイターIII（オロ）
- ストリートファイターIII 2nd IMPACT（オロ）

1998年
- SDガンダム GGENERATION（1998年 - 2025年、ガイア） - 6作品
- 機動戦士ガンダム ギレンの野望（ガイア、モスク・ハン博士）

1999年
- ストライダー飛竜2
- ファーランドサーガ 時の道標（ガストン）

2000年
- 機動戦士ガンダム（ガイア）
- 機動戦士ガンダム ギレンの野望 ジオンの系譜（ガイア、モスク・ハン博士）
- サモンナイト（オルドレイク・セルボルト）
- サンライズ英雄譚R（ガイア）
- スーパーロボット大戦α（ド・ズール）
- MARVEL VS. CAPCOM 2 NEW AGE OF HEROES（アナカリス）

2001年
- 機動戦士ガンダム 連邦vs.ジオン（ガイア）
- ジオニックフロント 機動戦士ガンダム0079（ガイア、キャリフォルニアベース司令官）
- 火焔聖母（エドモン神父）

2002年
- 機動戦士ガンダム ギレンの野望 ジオン独立戦争記（ガイア、ククルス・ドアン、モスク・ハン博士）
- 機動戦士ガンダム戦記 Lost War Chronicles（ガイア）
- shinobi（産土ヒルコ〈老人〉）

2003年
- アークス・ファタリス 日本語版 (イサビアス、スイベリウス、アクバ)
- 機動戦士ガンダム めぐりあい宇宙（ガイア）
- 第2次スーパーロボット大戦α（ファン・リー、ダンケル博士）

2004年
- CAPCOM FIGHTING Jam（アナカリス）
- 機動戦士ガンダム ガンダムvs.Ζガンダム（ガイア）
- 機動戦士ガンダム 戦士達の軌跡（ガイア）
- スーパーロボット大戦GC（ディーゴ・近藤）

2005年
- 機動戦士ガンダム 一年戦争（ガイア）
- コブラ・ザ・アーケード（バベル王）
- THE IDOLM@STER（高木順一朗）
- 第3次スーパーロボット大戦α 終焉の銀河へ（ファン・リー）

2006年
- ガンダムバトルロワイヤル（ガイア）
- スーパーロボット大戦XO（ディーゴ・近藤）

2007年
- THE IDOLM@STER (Xbox 360)（高木順一朗）
- 機動戦士ガンダム MS戦線0079（ガイア）
- ガンダムバトルクロニクル（ガイア）
- ガンダム無双（ガイア）

2008年
- アイドルマスター Live for You!（高木順一朗） - DLC「アイドラ」のみの出演
- ガンダムバトルユニバース（ガイア）
- ガンダム無双2（ガイア）
- 機動戦士ガンダム ガンダムVS.ガンダム（ガイア）
- 機動戦士ガンダム ギレンの野望 アクシズの脅威（ガイア、モスク・ハン博士）

2009年
- THE IDOLM@STER SP（高木順一朗）
- 機動戦士ガンダム ガンダムVS.ガンダムNEXT（ガイア）

2010年
- ガンダム無双3（ガイア）

2011年
- 機動戦士ガンダム オンライン（ガイア）
- 機動戦士ガンダム 新ギレンの野望（ガイア、モスク・ハン博士）

2012年
- 機動戦士ガンダム 木馬の軌跡（ガイア）

2015年
- 機動戦士ガンダム エクストリームバーサス フォース（ガイア）

### 吹き替え

#### 映画
- 悪魔の棲む家（ボーレン神父〈ドン・ストラウド〉）
- 悪魔の沼（ロイ〈ウィリアム・フィンレイ〉）
- アバランチエクスプレス（ジョン）
- 怒りの河 ※フジテレビ版
- エアポート'80
- SF人喰い生物の島（チューダー〈アラン・ミジコフスキー〉）
- エンティティー 霊体（ジェリー・アンダーソン〈アレックス・ロッコ〉）※テレビ朝日版
- OK牧場の決斗（モーガン・アープ〈デフォレスト・ケリー〉）※テレビ朝日旧録版
- オーバー・ザ・トップ ※フジテレビ版
- 狼たちの午後（マーフィー捜査官〈ランス・ヘンリクセン〉）
- 狼の挽歌（牢の若者〈ベンジャミン・レヴィ〉）※NET版
- 狼よさらば（ジャック〈スティーブン・キーツ〉[49]）
- おかしなおかしなおかしな世界
- オレゴン魂
- 怪奇!吸血人間スネーク（助手〈テッド・グロスマン〉）
- 課外教授（校長〈ロディ・マクドウォール〉）
- カサノバ（デュ・ボワ〈ダニエル・エミルフォーク〉、デル・ブランド公）※テレビ朝日版（HDニューマスター版Blu-ray・DVD収録）
- カサンドラ・クロス（ハーレイ〈O・J・シンプソン〉）※LD版
- カリフォルニア〜ジェンマの復讐の用心棒（エリック・プラマー）
- カリフォルニア・ドールズ（マール〈チャーリー・デル〉）
- 眼下の敵 ※テレビ朝日新録版
- キャノンボール3 新しき挑戦者たち（ランドルフ・ヴァン・スローン）※ビデオ版
- 魚雷特急（イアン〈トム・ベル〉）
- キラーフィッシュ（ロイド〈チャールズ・グァルディアノ〉）
- キングコング ※テレビ朝日旧録版
- グーニーズ（ジェイク・フラッテリー〈ロバート・デヴィ〉[50]）※TBS版
- 暗闇にベルが鳴る（ナッシュ巡査部長〈ダグラス・マッグラス〉）※フジテレビ版（ソフト収録）
- K-9/友情に輝く星（ギリアム〈コッター・スミス〉）※ソフト版
- ケイン号の叛乱（スチルウェル〈トッド・カーンズ〉）※フジテレビ版
- ゲッタウェイ（ラモン）※テレビ朝日版
- 決闘コマンチ砦（ドビー〈リチャード・ラスト〉）
- 原子力潜水艦浮上せず（ダニー・マーフィ〈スティーヴン・マクハティ〉）
- ゴーリキー・パーク
- 絞殺魔（ジョン・アスガーソン〈ジェフ・コーリー〉）
- 幸福の旅路（ジャック〈ヘンリー・ウィンクラー〉）
- 告発の行方 ※フジテレビ版
- コマンド戦略（ヒューバート・ヒクソン〈ルーク・アスキュー〉）※テレビ朝日版
- 殺しを呼ぶ瞳 ※東京12ch版
- サイレント・ランニング（マーティ・バーカー〈ロン・リフキン〉）※テレビ朝日版（思い出の復刻版ブルーレイ収録）
- サウンド・オブ・ミュージック ※フジテレビ版
- ザ・ドライバー（ブルー〈ニック・ディミトリ〉）※日本テレビ版
- サルバドル/遥かなる日々
- 3人の逃亡者（用務員2〈ジェフ・ペリー〉）
- 死の標的（ジミー・フィンガーズ〈トニー・ジベネデット〉）※フジテレビ版
- ジャガーノート（チャーリー〈デヴィッド・ヘミングス〉）
- ジャッカルの日（尋問官〈ヴァーノン・ドブチェフ〉）※テレビ東京版（思い出の復刻版ブルーレイに収録）
- 13日の金曜日[1]
- 勝利への脱出
- 処刑ライダー（マーフィ）※TBS版
- ジョニーは戦場へ行った（ウイリー、将校、兵隊）
- 新・黄金の七人 7×7（バナナス〈ナッツァレーノ・ザンペルラ〉）
- 新・猿の惑星
- 新・脱獄の用心棒（ランドル保安官〈ホルスト・ヤンセン〉）
- スーパータイガー/黄金作戦（ラマール、神父）
- スウォーム（ベイカー少佐〈ブラッドフォード・ディルマン〉）※テレビ朝日版
- スクワッド/栄光の鉄人軍団（ウィリアムズ〈ジョン・カルヴィン〉）
- スネーキーモンキー 蛇拳（ハン先生）
- 素晴らしきヒコーキ野郎（ピエール・デュボア〈ジャン＝ピエール・カッセル〉）※日本テレビ版
- セルピコ（主任警部）※テレビ朝日版（思い出の復刻版ブルーレイに収録）
- 戦略大作戦（メイトランド大尉〈ハル・バックリー〉）
- 続・黄金の七人 レインボー作戦（アルフォンソ）※テレビ朝日版
- 続・荒野の用心棒（リカルド）※テレビ東京版
- ダーティハリー（自殺志願者）
- ダーティファイター（フランク〈ダン・ヴァディス〉）
- ダーティ・メリー/クレイジー・ラリー（ラリー〈ピーター・フォンダ〉）※テレビ東京版
- ターミネーター（銃砲店主〈ディック・ミラー〉）※テレビ朝日版（日本語吹替完全版コレクターズブルーレイボックス収録）
- 大地震（サル）※TBS版
- ダイ・ハード（ハーベイ・ジョンソン〈ニュースキャスター〉）※テレビ朝日版
- 007 ゴールドフィンガー（ブラッキング）※日本テレビ版
- 007 死ぬのは奴らだ（フェリックス・ライター〈デヴィッド・ヘディソン〉）※TBS新録版
- ダンディー少佐 ※フジテレビ版
- チャトズ・ランド（イライアス〈ラルフ・ウェイト〉）
- 調教師（グローヴァー〈ピート・ポスルスウェイト〉）
- テキサスSWAT
- デモン・シード（ウォルター〈ゲリット・グレアム〉）
- 天使の自立（ケン・ベイリー〈ケヴィン・コンウェイ〉）
- トイ・ソルジャー（アルバート・トロッタ〈ジェリー・オーバック〉）※ビデオ版
- 特攻大作戦（サムソン・ポウジー 〈クリント・ウォーカー〉）
- ハウリング（TC・クイスト）
- 八点鐘が鳴るとき（デュラン〈ジョン・クロフト〉）※日本テレビ版
- パットン大戦車軍団（シュタイガー大尉〈ジーグフェルド・ラオシュ〉）※LD版
- バトルランナー（スヴェン〈スヴェン＝オーレ・トールセン〉）※テレビ朝日版（BD収録）
- バラキ（バスター）※テレビ朝日版
- パラダイスの天使たち（クリフォード・アンダーソン〈ドナルド・モファット〉）
- ハンター（ウィンストン〈テディ・ウィルソン〉）※テレビ朝日版
- ビバリーヒルズ・コップ3（エリス・デウォルド〈ティモシー・カーハート〉）※ソフト版
- ファイナル・カウントダウン（シムラ〈スーン＝テック・オー〉）※フジテレビ版
- ファイヤーフォックス（ピョートル・バラノビッチ博士〈ナイジェル・ホーソーン〉）※TBS版
- ふたり（ロン・ケッセルマン〈ジェフリー・ホーン〉）※TBS版
- ブリット（スタントン）
- ブリンクス（ガス〈ケヴィン・オコナー〉）※テレビ朝日版
- プリンス・マルコ 地中海の標的（カルーン〈F・マーリー・エイブラハム〉）
- ブレイブ（サー・ルー〈フレデリック・フォレスト〉）
- フレンジー（ジョージ卿、医師）※テレビ朝日版
- フレンチ・コネクション
- プロジェクトA（チョウの手下役〈張午郎〉）※テレビ朝日版
- プロテクター（ベニー・グルッチ〈ビル・ウォレス〉[51]）※フジテレビ版
- 星空の用心棒 ※TBS版
- ポセイドン・アドベンチャー（エイカーズ〈ロディ・マクドウォール〉）※日本テレビ版
- ボブ★ロバーツ/陰謀が生んだ英雄（ルーカス・ハート3世〈アラン・リックマン〉）
- ホワイト・ファング（ルーク〈ビル・モーズリー〉）※ソフト版
- マイ・ボディガード（グリフィス〈クレイグ・リチャード・ネルソン〉）
- マッドストーン（死神〈ヴィンセント・ギル〉）※TBS版（ソフト収録）
- マッドボンバー（車の男）
- ミスター・ノーボディ（ビーバー）※テレビ朝日版
- ミニミニ大作戦 ※機内上映版
- 奇蹟/ミラクル（パク）
- 無名家族/復讐の狼たち（サイの義兄〈リチャード・ン〉）
- 奴らを高く吊るせ!（トミー〈ジョナサン・ゴールドスミス〉）
- 夕暮れにベルが鳴る（スティーヴ〈スティーヴン・アンダーソン〉）
- 夜の大捜査線（シャグバッグ〈ティモシー・スコット〉）※NET版（BD収録）
- ル・ジタン（マルーユ〈ベルナール・ジロドー〉）
- レーザーキャノン/恐怖の殺人光線（ジョルジオ〈ポール・マンティ〉）
- レッド・バロン（ヘルマン・ゲーリング〈バリー・プリマス〉）
- レディホーク（マルケ〈ケン・ハッチソン〉）※テレビ朝日版
- ロボコップ2
- ワイルド・ギース ※テレビ朝日版（BD収録）

#### ドラマ
- アボンリーへの道
- アメリカン・ヒーロー（ストッパード〈アンドリュー・ロビンソン〉）
- アリー my Love
- アルフ（ロン）
- インディ・ジョーンズ/若き日の大冒険
- 浮気なおしゃれミディ（エルドン・アシュクロフトIV世〈ジョナサン・バンクス〉）
- 頑固じいさん孫3人（警官）
- がんばれ!ベアーズ シーズン2 #12（車の持ち主）
- 恐竜家族（審査官）
- クライム・ストーリー（ジャック・スターク〈マーク・マーゴリス〉）
- 刑事コロンボシリーズ
  - 殺人処方箋（トミー）※NHK版
  - 二つの顔（TV番組内の若い弁護士）
  - 祝砲の挽歌（ルーミス大尉）
  - 殺しの序曲（アルビン・メッツラー）
  - 美食の報酬（マリオ・デルーガ）
- 刑事ハンター（アーノルド・"スポーティ"・ジェームズ〈ギャレット・モリス〉）
- ザ・パイレート（ラシッド〈イアン・マクシェーン〉）
- 三国志演義（何進）
- ジェシカおばさんの事件簿シリーズ
  - ある日ビックリハウスで（バート・ドノバン刑事〈ジェームズ・スティーヴンス〉）
  - 白バラをスパイに贈れ（フランツ〈ジョン・グローヴァー〉）
- シャーロック・ホームズの冒険「海軍条約事件」（フォーブス警部）
- 新スーパーマン（セイリング・ウォーレン〈チャールズ・ネイピア〉）
- 新スタートレック（グレインジャー、シモンズ提督、ヤルネク）
- 新スパイ大作戦 王家の謎（大祭司）
- ダンディ2 華麗な冒険 #14（クリフ）
- 地上最強の美女バイオニック・ジェミー
- 超音速ヒーロー ザ・フラッシュ（ジェイ・アレン〈ティム・トマーソン〉）※日本テレビ版
- ナイトライダー
  - シーズン2 第4話（メル）
  - シーズン3 第8話（ソニー・マーティン〈スタンリー・カメル〉）
- ピッツバーグ警察日記
- ベイウォッチ（サム、アーロン・ブロディ）
- ミス・マープル「カリブ海の秘密」（ジャクソン）
- 名探偵ポワロ 砂に書かれた三角形（イタリア警官、税関員）※NHK版
- モンスターズ シーズン1 #9（キャピー）
- ヤングライダーズ シーズン1 #11（囚人）、#23・24（メイコン）
- ラブ・ボート（ビル・ティーク〈フェルナンド・ラマス〉）
- ロックフォードの事件メモ

#### アニメ
- アイアンマン（ドゥーガン）
- チップとデールの大作戦
- まんが宇宙大作戦（星雲の声）
- トムとジェリーキッズ（スパイク（1992年ビデオ版））

### 特撮
- 快獣ブースカ（1967年、第42話の遊覧船操舵士）
- 戦え! マイティジャック（1968年、第12・13話のQの配下）
- スーパー戦隊シリーズ
  - 超獣戦隊ライブマン（1988年、デンシーヅノーの声、メイロヅノーの声、サメヅノーの声）
  - 高速戦隊ターボレンジャー（1989年、モードクボーマの声、キオクボーマの声）
  - 地球戦隊ファイブマン（1990年、クモルギンの声、カニギンの声、カニアリギンの声、銀河獣アンモナイトンの声、ヒルアゲハギンの声）
  - 恐竜戦隊ジュウレンジャー（1992年、グリフォーザーの声〈2代目〉、ドーラアルゴスの声、ドーラアンタイオスの声）
- 仮面ライダーBLACK RX（1989年、怪魔異生獣ガゾラゲゾラの声、怪魔獣人ガイナジャグラムの声）
- 機動刑事ジバン（1989年、ジサツノイドの声、ゾウノイドの声、ユニコーンノイドの声）

### ラジオ
- ラジオdeアイマSHOW!（2006年4月27日 - 2007年10月25日、高木順一朗〈天の声〉）
  - ラジオdeアイマSTAR☆（2009年10月8日 - 2011年3月31日）

### CD
- THE IDOLM@STER MASTER ARTIST FINALE（フィナーレ） 765プロ ALLSTARS（高木社長）
- CDシアター ドラゴンクエストVI（ムドー）
- 十兵衛紅変化（住吉）
- DJCD ラジオdeアイマSHOW! vol.4.5（高木社長ボイスコレクション）
- ドラゴンランス戦記（エリスタン）
- ナムコ・ゲームサウンド・エクスプレス VOL.6 スターブレード / ギャラクシアン3 プロジェクト ドラグーン（艦長）
- ファイアーウーマン纏組（瀬田銀蔵）
- よろず屋東海道本舗 Vol.2 〜心の糧〜（鬼海和武）

### ボイスオーバー
- BS世界のドキュメンタリー

### その他コンテンツ
- 黄桜 山廃（テレビCM）
- 機動戦士ガンダム0079カードビルダー（ガイア、ククルス・ドアン、モスク・ハン博士）
- スーパーロボット大戦GC販促用プロモーションビデオ（ナレーション）
- THE IDOLM@STER LIVE in SLOT!（2012年、パチスロ） - 高木社長（高木順一朗） 役

### シリーズ一覧
1. ↑  『GGENERATION』（1998年）、『WORLD』『3D』（2011年）、『OVER WORLD』（2012年）、『GENESIS』（2016年）、『ETERNAL』（2025年）